# Hacıisalar, Turgutlu
Hacıisalar là một xã thuộc huyện Turgutlu, tỉnh Manisa, Thổ Nhĩ Kỳ. Dân số thời điểm năm 2011 là 406 người.